# Бегио
Бегио (фр. Béguios) насеље је и општина у југозападној Француској у региону Аквитанија, у департману Атлантски Пиринеји која припада префектури Бајон.
По подацима из 2011. године у општини је живело 262 становника, а густина насељености је износила 23,27 становника/km². Општина се простире на површини од 11 km². Налази се на средњој надморској висини од 100 метара (максималној 295 m, а минималној 40 m).

## Демографија
| 1962. | 1968. | 1975. | 1982. | 1990. | 1999. | 2011. |
| ----- | ----- | ----- | ----- | ----- | ----- | ----- |
| 368   | 347   | 344   | 298   | 292   | 313   | 262   |

График промене броја становника у току последњих година